# Hospital Nacional Kenyatta
L'Hospital Nacional Kenyatta és l'hospital més antic de Kenya. És un hospital públic, terciari, que és referència pel Ministeri de Salut. És l'hospital docent dels estudis de Ciències de la Salut de la Universitat de Nairobi. És l'hospital més gran en el país.
L'hospital està situat a l'oest de Nairobi, la capital i la ciutat més gran de Kenya. Està situat a 3,5 km a l'oest del districte empresarial central de la ciutat. El complex hospitalari mesura 18,5 hectàrees.
L'hospital és administrat per un consell d'administració de 10 persones, presidit per Mark Bor, membre del consell. El director general és Lily Koros Tare. El director de la Facultat de Ciències de la Salut de la Universitat de Nairobi i representants del Ministeri de Finances i del Ministeri de Salut també formen part del consell.

## Història
Va ser fundat el 1901 amb una capacitat de 40 llits. El 1952 va ser rebatejat com a Hospital del rei Jordi VII en referència a Jordi VI del Regne Unit. En aquell moment la comunitat colonitzadora era atesa per un hospital europeu proper (l'actual Hospital de Nairobi). La instal·lació va ser reanomenat Kenyatta National Hospital per Jomo Kenyatta, després de la independència dels britànics. Actualment és l'hospital de referència i docent més gran del país. L'Hospital Nacional de Kenyatta dona feina a més de 6,000 empleats i té una capacitat de 1,800 llits. No obstant això, a causa de la congestió, el nombre de pacients pot augmentar fins a 3.000.